# Fairytale (пісня Енеди Таріфи)
Miracle (укр. Казка) — пісня албанської співачки Енеди Таріфи, з якою вона представляла Албанію на 61-му пісенному конкурсі Євробачення, проведеному у травні 2016 року в Стокгольмі, Швеція.
Енеда перемагає на Festivali i Këngës 54 із піснею «Përrallë» у грудні 2015 року , що надало їй право представляти Албанію. В інтерв'ю після перемоги на фестивалі співачка заявила, що її пісня буде перекладена на англійську мову для виконання на Євробаченні. Англомовна версія пісні, «Fairytale», вийшла 14 березня разом з кліпом. Енеда не змогла набрати необхідної кількості балів, аби потрапити до фіналу.

## Реліз
| Регіон | Дата            | Формат           | Лейбл |
| ------ | --------------- | ---------------- | ----- |
| Світ   | 14 березня 2016 | Digital download |       |